# Guatteria inundata
Guatteria inundata Mart. – gatunek rośliny z rodziny flaszowcowatych (Annonaceae Juss.). Występuje naturalnie w Gujanie, Wenezueli, Kolumbii, Peru oraz Brazylii (w stanach Amazonas i Pará). 

## Morfologia
PokrójZimozielone drzewo lub krzew dorastające do 5 m wysokości.

## Biologia i ekologia
Rośnie w podmokłych lasach. Występuje na terenie nizinnym.